# SN 1971L
SN 1971L – supernowa typu Ia odkryta 30 czerwca 1971 roku w galaktyce NGC 6384. Jej maksymalna jasność wynosiła 13,00m.